# Speed Racer
マッハGoGoGo (Engels: Speed Racer) is een Japanse animatieserie die gaat over autoracen. De serie is een van de eerste voorbeelden van een animeserie die een succes werd in de Verenigde Staten. Speed Racer leidde tot meerdere spin off-series, speelgoedfiguurtjes, videospellen en een bioscoopfilm, die in 2008 is uitgekomen.
De Japanse versie werd uitgezonden in 1967 en 1968 en telde 52 afleveringen.

## Geschiedenis
De personages en verhaallijnen in de serie zijn gebaseerd op die in de animeserie Mach GoGoGo van tekenfilmstudio Tatsunoko Production.
Mach GoGoGo werd bedacht door Tatsuo Yoshida als een mangaserie in de jaren 60. Hij werd geïnspireerd door twee films die in Japan destijds erg populair waren, Viva Las Vegas en Goldfinger. Door Elvis Presleys uitstraling te combineren met de geavanceerde Aston Martin van James Bond kwam hij tot zijn creatie. In 1967 maakte de serie de overstap naar televisie. De hoofdpersoon van de serie is de jonge autoracer Gō Mifune met zijn racewagen de "Mach 5".
De rechten voor een Engelstalige versie werden onmiddellijk gekocht door het Amerikaanse elektronicabedrijf Trans-Lux. De naam van de hoofdpersoon werd veranderd naar "Speed Racer". Een groot deel van het monteer- en nasynchronisatiewerk werd uitgevoerd door producent Peter Fernandez, die ook een aanzienlijk deel van de personages in de serie zelf insprak, waaronder Racer X en hoofdrolspeler Speed Racer. Fernandez was ook verantwoordelijk voor het herschrijven van het openingslied van de serie voor de Amerikaanse markt.
De stijl van de serie, waarvoor harde actie, snelle autoraces, complexe personages kenmerkend waren, wisten een groot publiek te boeien. Om de voor de Amerikaanse televisie aangepaste verhaallijnen toch binnen de mondbewegingen van de oorspronkelijk Japanse serie te houden stond Speed Racer bekend om zijn aparte, snelle dialogen. Net als veel andere Japanse anime werd er flink in de Amerikaanse versie geknipt om de serie ook wat jongere kinderen geschikt te maken, de originele versie bevatte namelijk veel meer gewelddadigheden.

## Personages
Centraal in de serie staat de jongeman Speed Racer met zijn auto Mach Five. Met deze geavanceerde auto, die vol met gadgets zit, racet Speed Racer regelmatig in wedstrijden. Hij wordt bijgestaan door zijn familie: zijn vader Pops, zijn moeder Mom, zijn jongere broertje Spritle (met zijn chimpansee) en zijn vriendin Trixie. Een andere belangrijke rol in de serie is het personage Racer X, dat eigenlijk de oude broer van Speed Racer is, namelijk Rex Racer. Hij verliet de familie nadat hij zijn vaders eerste auto had gesloopt, en besloot toen een andere identiteit aan te nemen en de strijd aan te gaan met andere racers.